# ONE Pro Cycling
ONE Pro Cycling foi um equipa ciclista britânica de categoria Continental que esteve activo desde o ano 2015 até 2018.
Em setembro de 2018 fez-se oficial o desaparecimento da equipa masculina a final do ano para criar uma equipa feminina, ainda que um mês mais tarde comunicou-se que finalmente esta equipa não seria criada.

## Classificações UCI
A partir de 2005 a UCI instaurou os Circuitos Continentais UCI, onde a equipa está desde que se criou em 2015, registado dentro do UCI Europe Tour. As classificações da equipa e de sua ciclista mais destacado são as seguintes:
| Temporada           | Classificação por equipas | Melhor corredor na classificação individual | Posição |
| 2015 (America Tour) | 47º                       | Marcin Białobłocki                          | 279º    |
| 2015 (Europe Tour)  | 47º                       | Marcin Białobłocki                          | 436º    |
| 2016 (America Tour) | 47º                       | Hayden McCormick                            | 279º    |
| 2016 (Ásia Tour)    | 20º                       | George Harper                               | 121º    |
| 2016 (Europe Tour)  | 15º                       | Dion Smith                                  | 43º     |
| 2016 (Oceania Tour) | 3º                        | Dion Smith                                  | 5º      |
| 2017 (Ásia Tour)    | 49º                       | Thomas Stewart                              | 103º    |
| 2017 (Europe Tour)  | 37º                       | Karol Domagalski                            | 182º    |
| 2017 (Oceania Tour) | 10º                       | James Oram                                  | 20º     |
| 2018 (Ásia Tour)    | 42º                       | Emīls Liepiņš                               | 42º     |
| 2018 (Europe Tour)  | 57º                       | Emīls Liepiņš                               | 121º    |
| 2018 (Oceania Tour) | 5º                        | Hayden McCormick                            | 5º      |

## Material ciclista

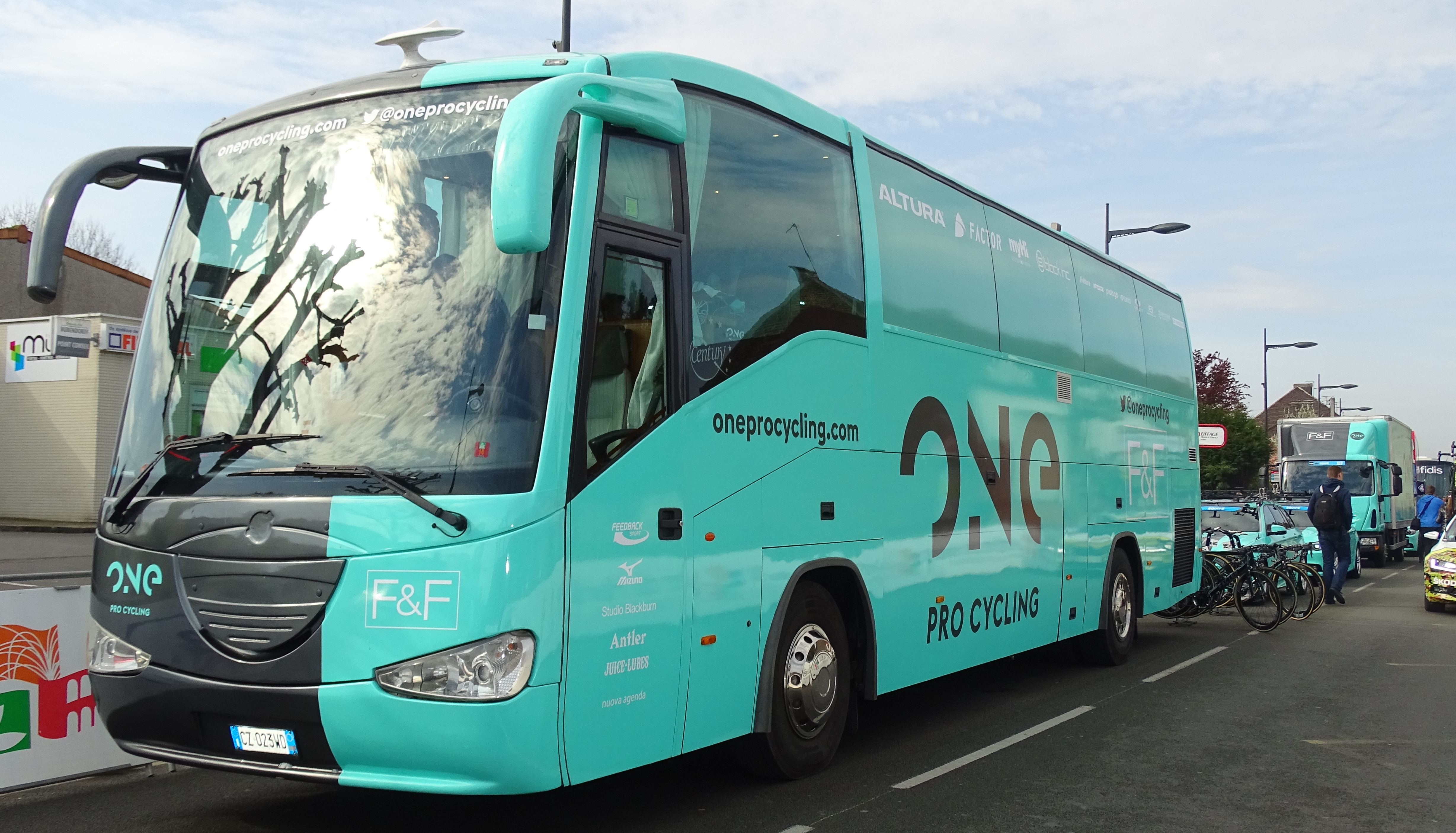
Autocarro da equipa.

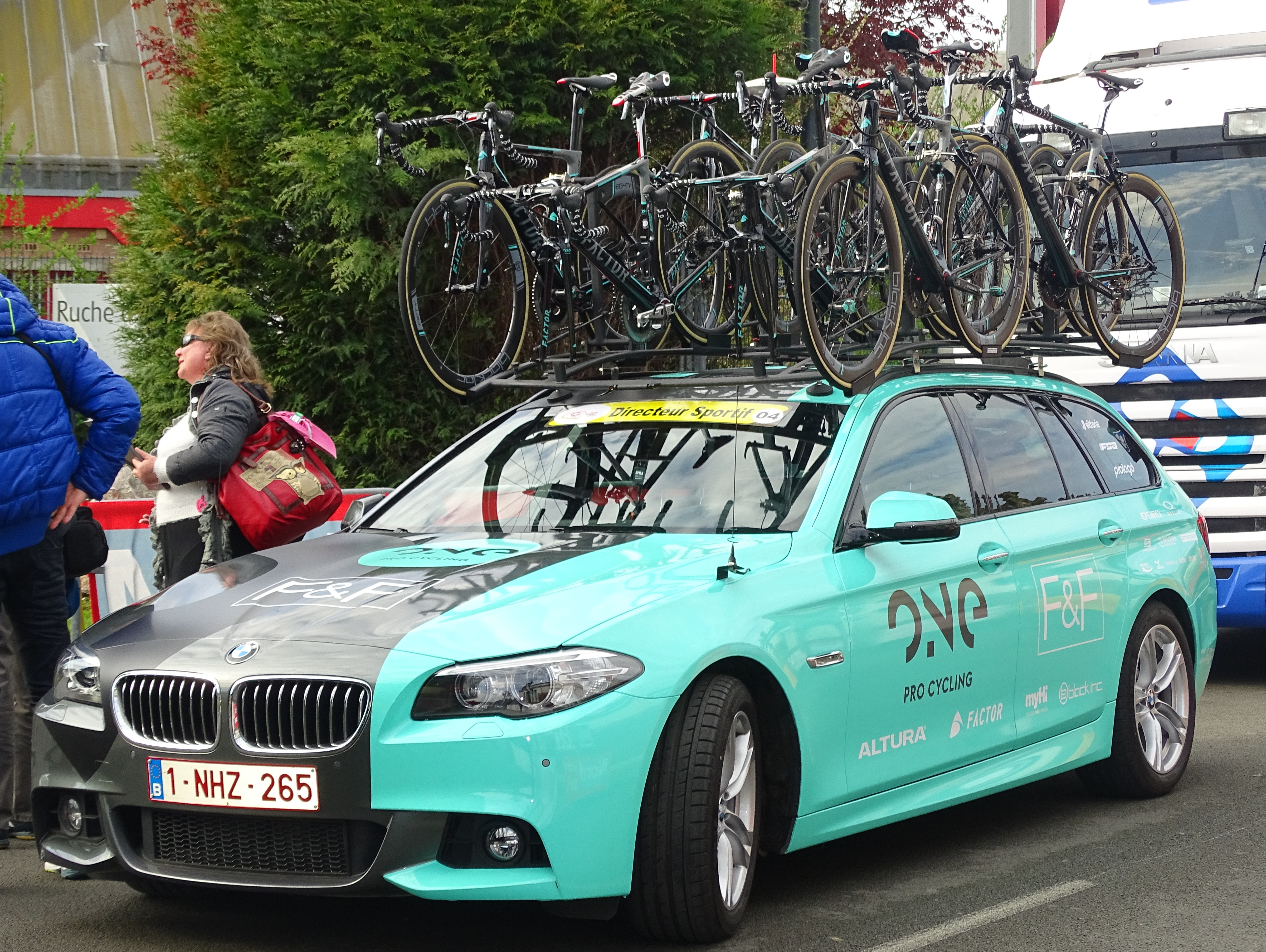
Veículo da equipa.

A equipa usava bicicletas Cervélo e veículos BMW.

## Palmarés

### Palmarés 2018

#### Circuitos Continentais UCI
| Datas         | Circuito                | Carreiras                          | Ganhador         |
| 21 de janeiro | UCI Oceania Tour 2018   | New Zealand Cycle Classic          | Hayden McCormick |
| 3 de março    | UCI Europe Tour de 2018 | Porec Trophy                       | Emīls Liepiņš    |
| 11 de março   | UCI Europe Tour de 2018 | 3.ª etapa do Istrian Spring Trophy | Emīls Liepiņš    |
| 2 de junho    | UCI Europe Tour de 2018 | Flecha de Heist                    | Emīls Liepiņš    |
| 25 de agosto  | UCI Europe Tour de 2018 | 2.ª etapa do Baltic Chain Tour     | Emīls Liepiņš    |
| 26 de agosto  | UCI Europe Tour de 2018 | Baltic Chain Tour                  | Emīls Liepiņš    |

#### Campeonatos nacionais
| Datas | Carreiras | Ganhador |

## Elenco

### Elenco de 2018
| Nome                 | Nascimento | Nacionalidade | Equipa de 2017                          |
| Tom Baylis           | 03/01/1996 | Reino Unido   | ONE Pro Cycling                         |
| Karol Domagalski     | 09/08/1989 | Polónia       | ONE Pro Cycling                         |
| Jake Kelly           | 17/01/1995 | Reino Unido   | Team Wiggins                            |
| Christopher Latham   | 06/02/1994 | Reino Unido   | Team Wiggins                            |
| Emīls Liepiņš        | 29/10/1992 | Letônia       | Delko Marseille Provence KTM (stagiare) |
| Hayden McCormick     | 01/01/1994 | Nova Zelândia | ONE Pro Cycling                         |
| James Oram           | 17/06/1993 | Nova Zelândia | ONE Pro Cycling                         |
| Alexander Richardson | 30/04/1990 | Reino Unido   | BIKE Channel Canyon                     |
| Jacob Scott          | 14/06/1995 | Reino Unido   | An Pós-ChainReaction                    |
| Szymon Tracz         | 12/11/1998 | Polónia       | Wibatech 7r Fuji                        |
| Peter Williams       | 13/12/1986 | Reino Unido   | ONE Pro Cycling                         |